# 夏威夷航空
夏威夷航空（英語：Hawaiian Airlines）是夏威夷的載旗航空公司和最大的航空公司。也是美國第11大商業航空公司，總部設在夏威夷檀香山市郡檀香山。其主要的樞紐設在丹尼爾·井上國際機場，而其次要的樞紐設在茂宜島上的卡胡盧伊機場。夏威夷航空是由夏威夷控股有限公司（NASDAQ：HA）所有。而Mark Dunkerley是夏威夷控股的總裁與首席執行官。
夏威夷航空在其營運史上並沒有發生過致命事故，也沒有發生過機體損失的意外，而且它是美國在此兩項紀錄中最悠久的紀錄保持者。夏威夷航空曾經是美國在2003年11月至2006年11月間航班最準時的航空公司，但在2006年至2008年期间，對手阿羅哈航空成為美國最準時的航空公司，令夏威夷航空成為第二位。而夏威夷航空也是最少航班取消率、行李處理等的航空公司。夏威夷航空也先後被《Travel + Leisure、Zagat和《Condé Nast Traveler》評為夏威夷服務最佳的航空公司。此外，夏威夷航空也與達美航空為目前全球僅有兩間仍有運營波音717客機的航空公司。

## 歷史

### 早期（1929年-1966年）

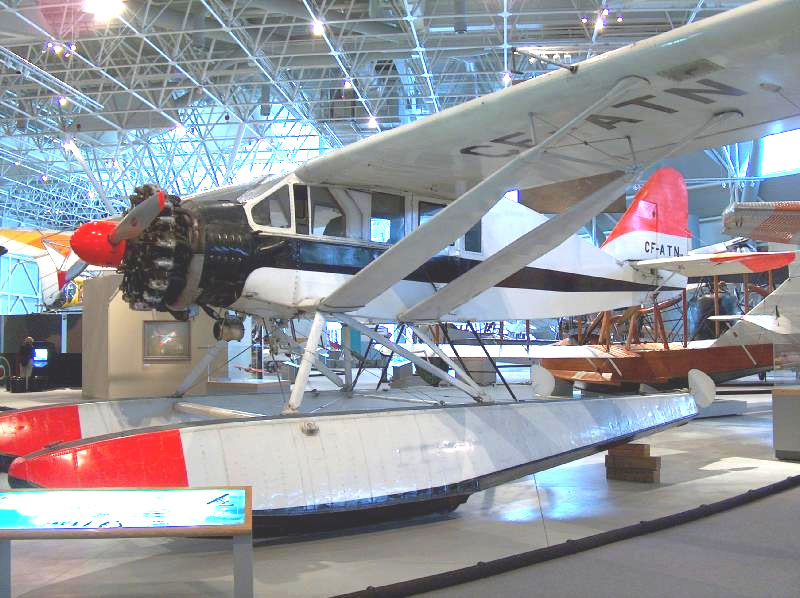
一架類似島際航空首航使用的Bellanca CH-300

島際航空，即現在夏威夷航空的前身，是一所間1929年1月30日註冊成立的公司。當時島際航空為跨島蒸汽航海公司的附屬公司，並開始在1929年10月6日使用一架Bellanca CH-300起搏型飛行在歐胡島上的短距離觀光航班。之後在一個日後即11月11日開始使用一架西科斯基S-38飛行由檀香山飛至希洛的定期班次，中途在摩洛凱島和毛伊島停站。
在1941年10月1日，當公司淘汰把舊的西科斯基S-38和西科斯基S-43水上飛機後，公司改名為夏威夷航空。

### 噴氣機時代和路線的擴展（1966年-1994年）
在1966年為配合噴氣機旅行時代的開始，夏威夷航空購入了道格拉斯DC-9客機，並縮短了航線一半以上的飛行時間。在1984年公司開始使用道格拉斯DC-8經營前往南太平洋的包機服務，不久再使用洛歇L-1011客機飛行前往美國西岸的航線。但是在美國西岸的市場正在增長的同時，南太平洋的市場卻有所萎縮，所以南太平洋的航班便在DC-8在1993年退役後減少班次; 之後洛歇L-1011在1994年退役後便被麥道DC-10取代。

### 飛機設備上的變更（1994年-2003年）
DC-10的機隊是由美國航空租入，而美國航空便繼續提供飛機的維修服務。而與美國航空達成的協議還包括參加美國航空的SABRE預訂系統和美國航空的AAdvantage飛行常客獎勵計劃。DC-10的機隊在2002年和2003年退役。而公司便在機隊現代化時，使用14架波音767取代這些租賃的DC-10的機隊，並使用波音717取代DC-9客機。

### 重組（2003年-2005年）
在仍然保持運作下，夏威夷航空在2003年3月21日申請破產保護第11章，在當時公司已經逾期支付價值450萬美元的機師退休金。公司內部，有人認為該退休金會被終止。2005年，夏威夷航空收到法院批准其重組計劃。在與工會重新談判以降低運營成本、重組飛機的租賃業務和與和RC航空投資，夏威夷航空在2004年被以聖地亞哥作總部的母公司－夏威夷控股有限公司購買大多數股份後，公司從2005年6月2日後脱離破產保護。

### 進一步拓展業務 (2005–現在)

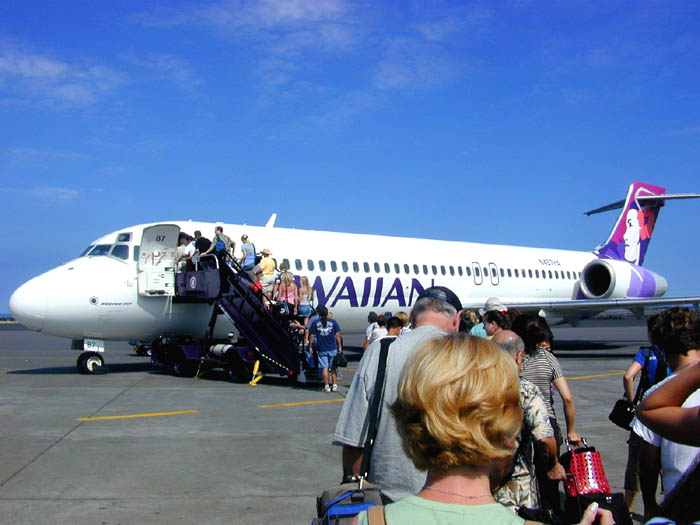
在科納國際機場乘坐島嶼間的航班的乘客登上了一架夏威夷航空的波音717–200

在2005年10月1日，夏威夷航空開辨由檀香山飛往聖荷西的定期不停站班次。令聖荷西成為夏威夷航空在加利福尼亞州的第五個航點; 而其他航點為洛杉磯、聖地亞哥、薩克拉門托和三藩市。
在2006年5月4日夏威夷航空購入4架波音767–300客機並宣佈擴大由夏威夷飛往美國本土的航線，主要著重於擴大卡胡盧伊機場前往聖地亞哥、西雅圖和波特蘭的不停站班次。並增加由檀香山前往薩克拉門托、西雅圖和洛杉磯的班次。
在2007年7月24日夏威夷航空和紐西蘭航空簽署了一項價值45萬元的合約並與夏威夷航空的波音767執行大型維修。該合約為期五年。而紐西蘭航空認為這個機會也可以增加他們在波音767上的專業維修經驗。

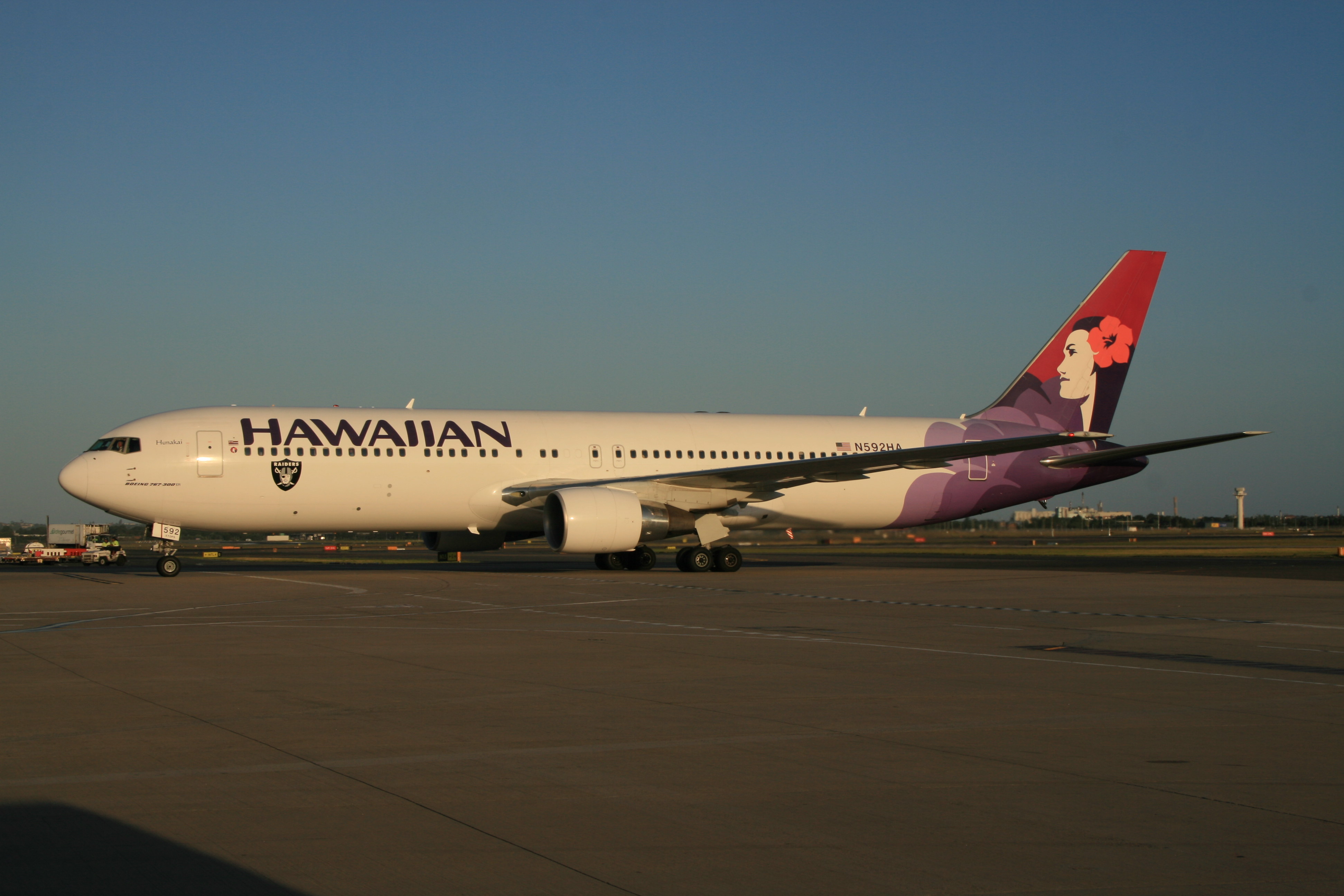
此夏威夷航空767–300在機身前部塗上了奧克蘭突襲者的標誌

在2007年8月27日公司宣布計劃推出前往菲律賓馬尼拉的航班。夏威夷航空說他們會在2008年3月開始前往菲律賓的不停站服務，這個是夏威夷航空在2005年6月脫離破產保護後的第一個重大的國際性擴張。而為了配合ATA航空和阿羅哈航空的倒閉，公司在2008年5月1日開辦前往屋崙的新航線。
在2007年8月西雅圖海鷹宣布他們將在即將來臨的國家美式足球聯盟乘坐夏威夷航空。這標誌著此為第二隊乘坐夏威夷航空的足球隊。而國家美式足球聯盟的奧克蘭突襲者已經在1990年代開始乘坐夏威夷航空。這兩支球隊會在他們所有的比賽乘坐夏威夷航空的波音767。其中兩架夏威夷航空的波音767已經塗上了西雅圖海鷹和奧克蘭突襲者貼花標誌。
在2010年2月16日，夏威夷航空尋求美國運輸部的批准並在2010年開辦由樞杻檀香山前往東京-羽田的不停站班次。該航空公司是美國其中5間運營商（其他的為達美航空、美國大陸航空（合併之後是聯合航空）、聯合航空和美國航空）尋求批准成為美日開放天空協議的一部分並把羽田機場作為他們的航點。而美國運輸部也批准公司開始前往羽田的不停站服務。航班在2010年11月18日開始服務。此外，公司也計劃與全日本空輸建立一個代碼共享協議。
在2010年6月30日，夏威夷航空宣布他們會開辦前往南韓首爾-仁川的不停站班次。並在2011年1月12日開始服務。
在2011年2月14日，夏威夷航空宣布他們會增加日本大阪成為其航點，並在2011年7月12日開始服務。
在2011年3月31日，夏威夷航空宣布他們會翻新他們在檀香山國際機場的島內線大樓 (夏威夷航空的樞杻)。夏威夷航空，即島內線大樓的唯一使用公司，會取消在國內線大樓中的登機手續櫃檯，並在大堂中間安裝6個登機手續機。這些登機手續機可以使用於島內線、國內線和國際線航班。
在2011年9月13日，夏威夷航空宣布他們將會繼續拓展亞洲航線並增加日本福岡成為其航點，在被日本政府的批准後在2012年4月16日開始服務。
在2011年11月16日，夏威夷航空宣布他們將會擴充美國東岸航線並在2012年6月4日開辦前往紐約約翰·菲茨傑拉德·甘迺迪國際機場的航線。
在2011年11月17日，夏威夷航空和空中巴士宣布他們公司簽署了一項合約並購入5架空中巴士A330-200.
在2012年5月9日，夏威夷航空宣布他們將會擴充日本航線並加入札幌成為其航點，此會成為夏威夷航空在日本的第四個航點。在被日本政府的批准後，在2012年11月1日開始服務。
在2012年6月19日，夏威夷航空宣布他們將會開辦第二個在澳洲的航點，並在2012年11月27日開辦前往布里斯本機場的航線。
在2012年7月16日，公司宣布他們將會在2013年3月開辦前往奧克蘭的航線。此舉將會令夏威夷航空成為唯一一間前往紐西蘭的美國航空公司。
在2012年8月30日，夏威夷航空向美國運輸部申請開辦由科納前往東京-羽田的不停站班次。此舉將會填補約兩年前因日本航空停止前往科納的航班所造成的空缺。
在2013年7月10日，夏威夷航空開闢檀香山－台北的直飛航線，服務機型為空中巴士A330-200；在此同時夏威夷航空也停飛了檀香山－馬尼拉的航班。
在2014年4月7日，夏威夷航空停飛檀香山—台北的直飛航線，原本服務此航線的A330-200，將投入每周五班的檀香山—首爾航線
在2014年4月，夏威夷航空開闢檀香山-北京的直飞航线， 直飞机型为空客A330-200。（現已取消）

## 夏威夷控股
夏威夷控股有限公司（NASDAQ：HA）為夏威夷航空有限公司的母公司。
此前公司在美國證券交易所上市，但之後公司在2008年6月2日移到納斯達克。Hawaiian 夏威夷控股有限公司是一間控股公司而且是夏威夷航空有限公司所有主要資產的唯一發行和流通股份到普通股股票的人。在2008年6月30日，公司宣布已經在羅素3000指數上市。

## 航點
夏威夷航空有在一些亞太國家和地區的目的地提供服務。公司在2011年1月12日加入其第六個國際航點首爾的仁川國際機場。也有也有每日和每週性的直達或不停站的國際航班由檀香山到大溪地、澳洲、南韓和日本。

## 機隊

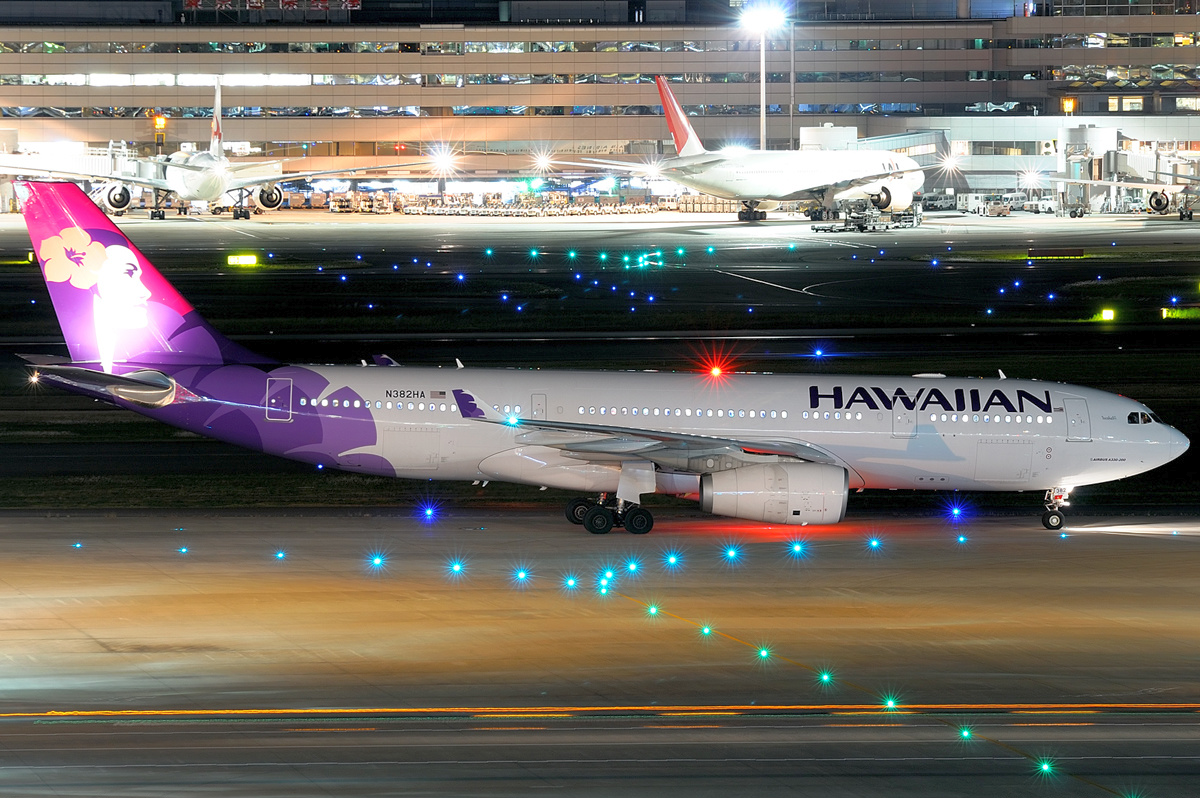
夏威夷航空的空中巴士A330-200在東京羽田國際機場（2011年）

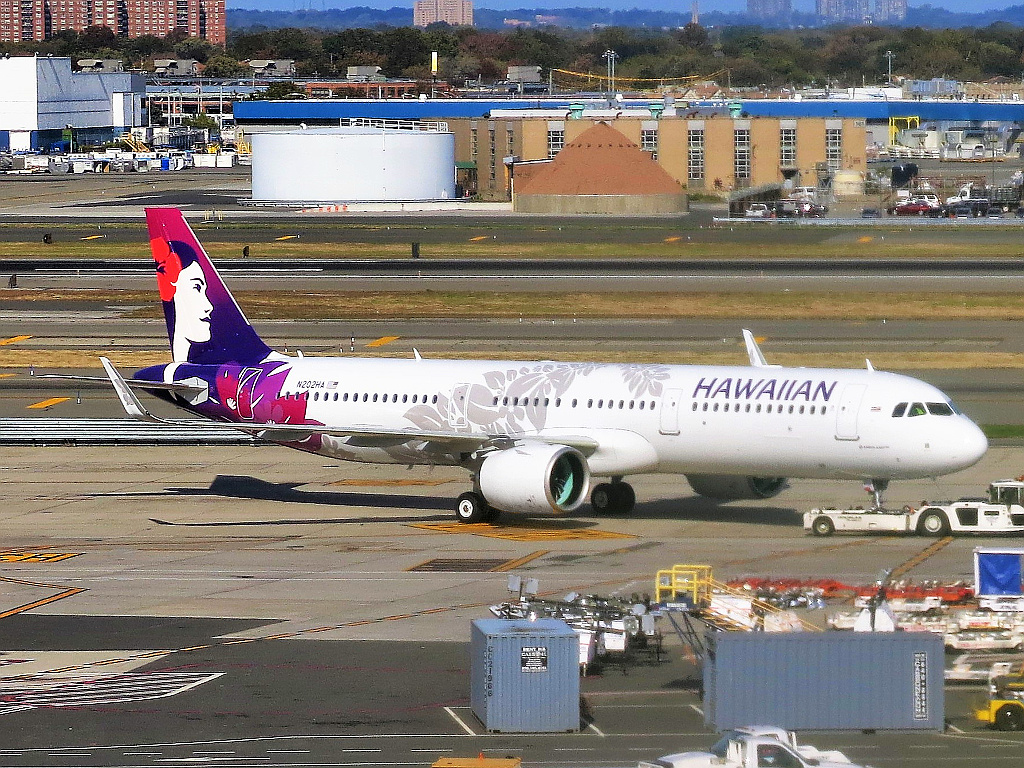
夏威夷航空的空中巴士A321-Neo在紐約甘迺迪國際機場

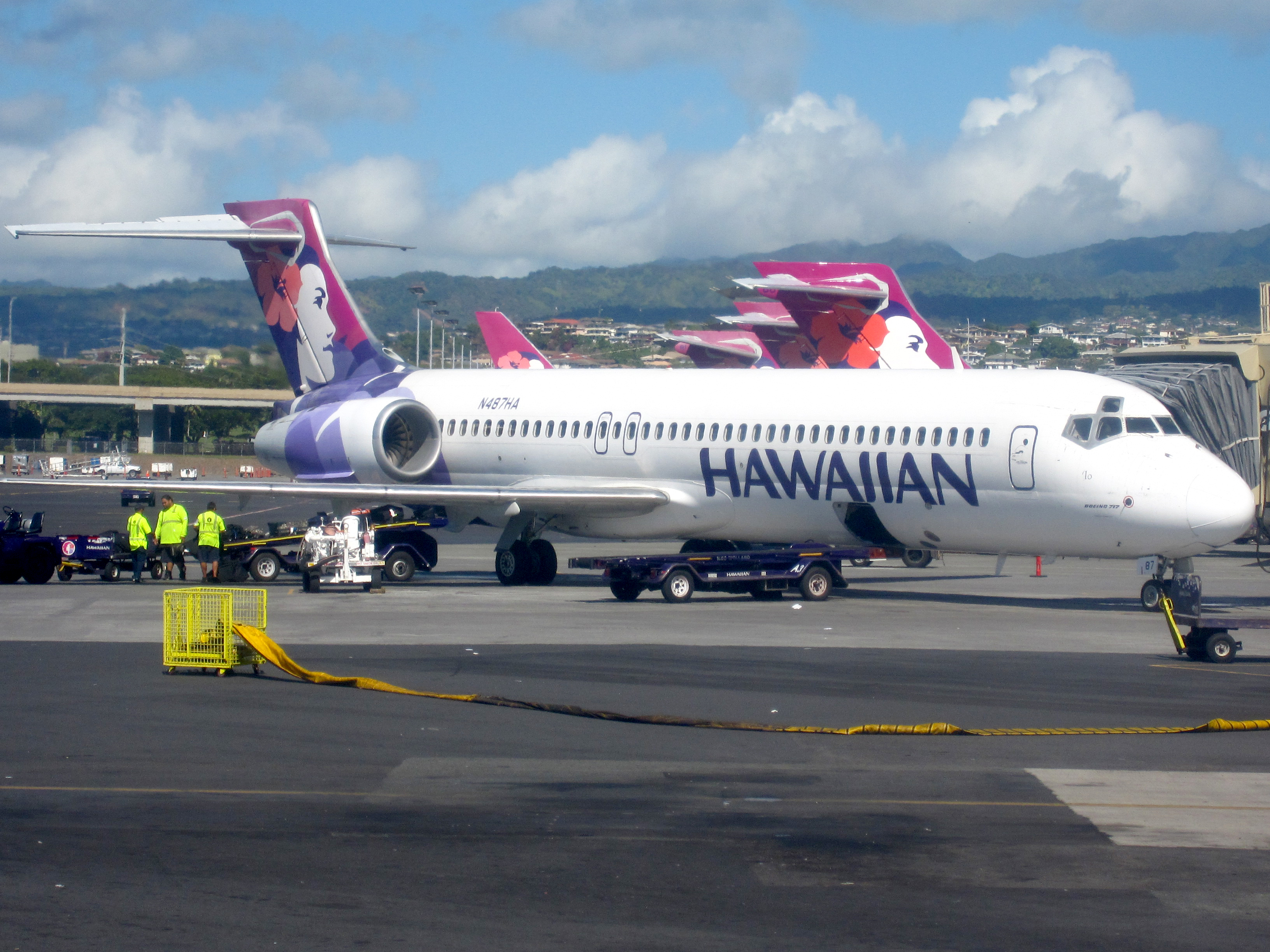
夏威夷航空的波音717-200

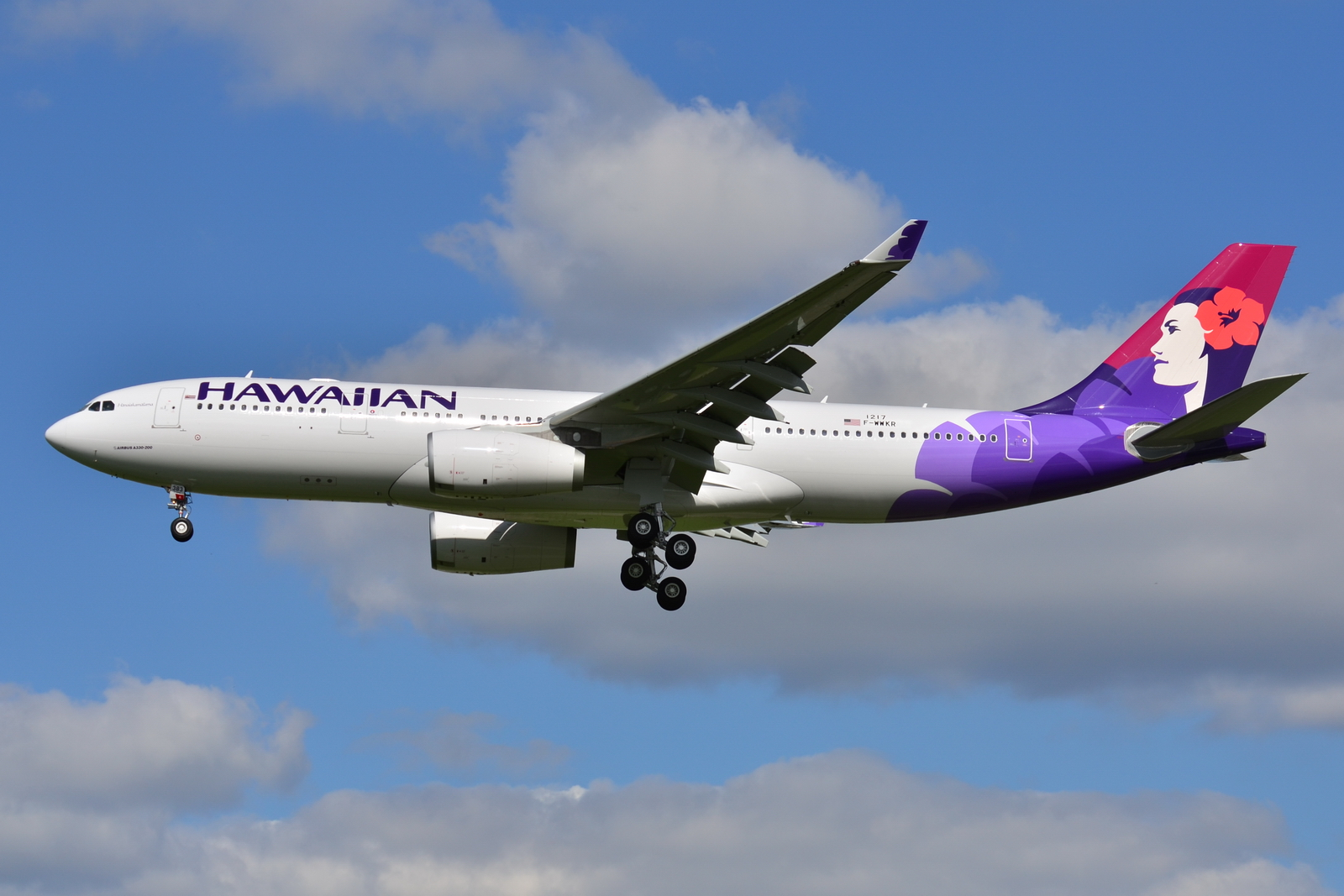
夏威夷航空 空中巴士A330-200

截至2024年11月，夏威夷航空的平均機齡為12.7年：
夏威夷控股在2012年7月17日透露，他們已經簽署了一份購買渦輪螺旋槳引擎飛機的合約並再建立一個子公司來服務夏威夷附近的島嶼航線。
Flight Global在9月5日報告顯示夏威夷航空已經簽署了協議並以不透露公司名稱的方式購買兩架渦輪螺旋槳飛機。航空公司在10月17日確定他們已經購入了一架ATR 42，而另一架將會在未來的數個月購入，並用作服務摩洛凱島和拉奈島。

### 已退役機隊

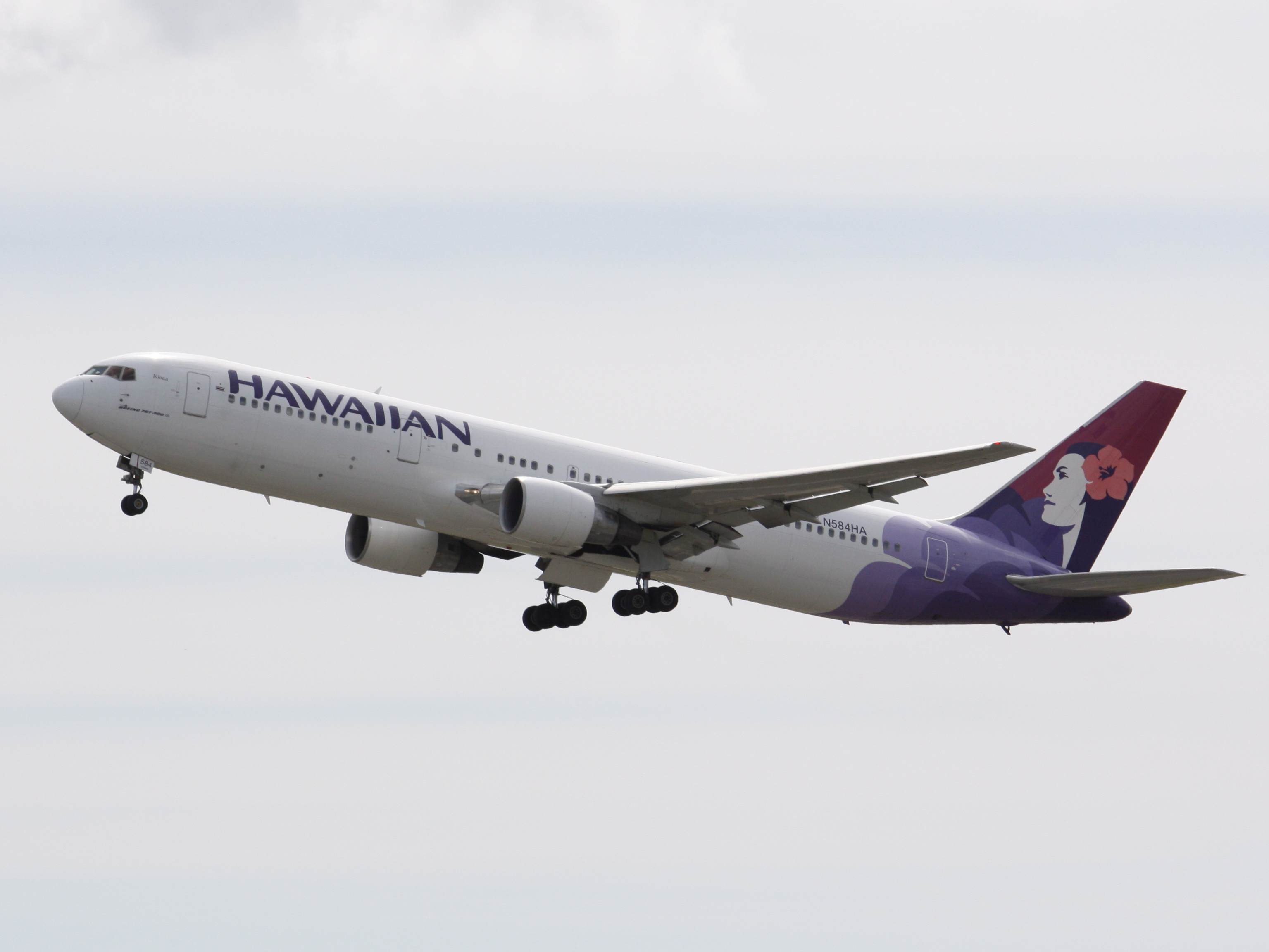
波音767-300ER (已退役)

在其整個歷史中，夏威夷航空曾經購入過以下各種不同的機型:
| 機型                  | 數量 | 購入年份 | 退役年份 | 備註                                                        |
| --------------------- | ---- | -------- | -------- | ----------------------------------------------------------- |
| 貝爾蘭卡 CH-300起搏型 | 1    | 1929     | 1933     | 在2009年再次購入並修復成1929年的模樣。                      |
| 西科斯基S-38          | 4    | 1929     | 1942     | 其中1架在第二次世界大戰期間改裝成貨機                       |
| 西科斯基S-43          | 4    | 1935     | 1946     | 其中2架在第二次世界大戰期間改裝成貨機                       |
| 道格拉斯DC-3          | 13   | 1941     | 1966     |                                                             |
| 比奇18                | 1    | 1947     | (?)      | 用作包機服務和機師訓練                                      |
| 康維爾CV-340          | 13   | 1953     | 1973     | 所有機隊在交付時同為CV-340 之後再升級為CV-440和CV-640的標準 |
| 道格拉斯DC-6          | 4    | 1958     | 1969(?)  |                                                             |
| 維克斯子爵型          | 2    | 1963     | 1964     |                                                             |
| YS-11                 | 3    | 1966     | 1967     |                                                             |
| 麥道DC-9-10           | 5    | 1966     | 1971     |                                                             |
| 麥道DC-9-30           | 12   | 1968     | 1975(?)  |                                                             |
| 麥道DC-9-50           | 22   | 1975     | 2001     |                                                             |
| 肖特330               | 3    | 1978     | 1980     |                                                             |
| 麥道MD-81             | 5    | 1981     | 1990     |                                                             |
| 加拿大哈維蘭Dash 7    | 6    | 1981     | 1994     |                                                             |
| 道格拉斯DC-8          | 3    | 1983     | 1993     | 2架為DC-8-62，1架為DC-8-63                                  |
| 洛歇L-1011            | 5    | 1985     | 1994     |                                                             |
| 麥道DC-10             | 14   | 1994     | 2003     |                                                             |
| 波音767               | 18   | 2001     | 2019     | 其中三架轉售給聯合航空。                                    |

### 長途機隊的更新
在2007年11月27日，夏威夷航空和空中巴士簽署了一份購買24架遠程飛機並價值44億美元的MOU (諒解備忘錄)。該訂單包括六架空中巴士A330-200並擁有六架選擇權;和六架空中巴士A350-800和六架選擇權 - 並計劃飛往巴黎和倫敦。A330會在2010年間開始交付而第一架A350將會在2017年交付。同為夏威夷航空的總裁和行政總裁的Mark Dunkerley表示A330客機除了可以在經濟上可行的情況下飛行美國東岸的不停站航班外，也可以減低現在波音767在年中所面對的壓力。
新引入的空中巴士A330將會配備松下航空電子公司的新型eX2座位音頻/視頻點播飛行娛樂系統。
在2008年10月27日，夏威夷航空宣布在新購入的A330到達前，他們將會在2011年額外向AWAS租賃兩架空中巴士A330-200，同時延長兩架波音767-300ER的租賃期限至2011年 (在A330交付並服務之後一致歸還)。兩星期後，夏威夷航空宣布向CIT宇航再租賃兩架A330-200並在2010年交付，而其中一架AWAS的A330也會在2010年交付。2010年3月9日，航空公司宣布他們已經把其中一個選擇權轉換成一份訂單，並將會在2011年第二季交付。
2010年12月，夏威夷航空在已訂購的六架A330-200客機訂單中，再額外訂購六架A330-200，而其中三架已經投入服務。

### 因阿羅哈航空和ATA航空倒閉而造成的機隊調整
在阿羅哈航空倒閉之後不久，由於大量乘坐阿羅哈航空的乘客需要乘坐前往夏威夷群島間的航班，夏威夷航空使用他們其中一架波音767-300ER廣體客機 (通常用於跨太平洋航班)，飛行數個島嶼間航班 (夏威夷航空通常使用其波音717窄體飛機飛航島嶼航線) 。

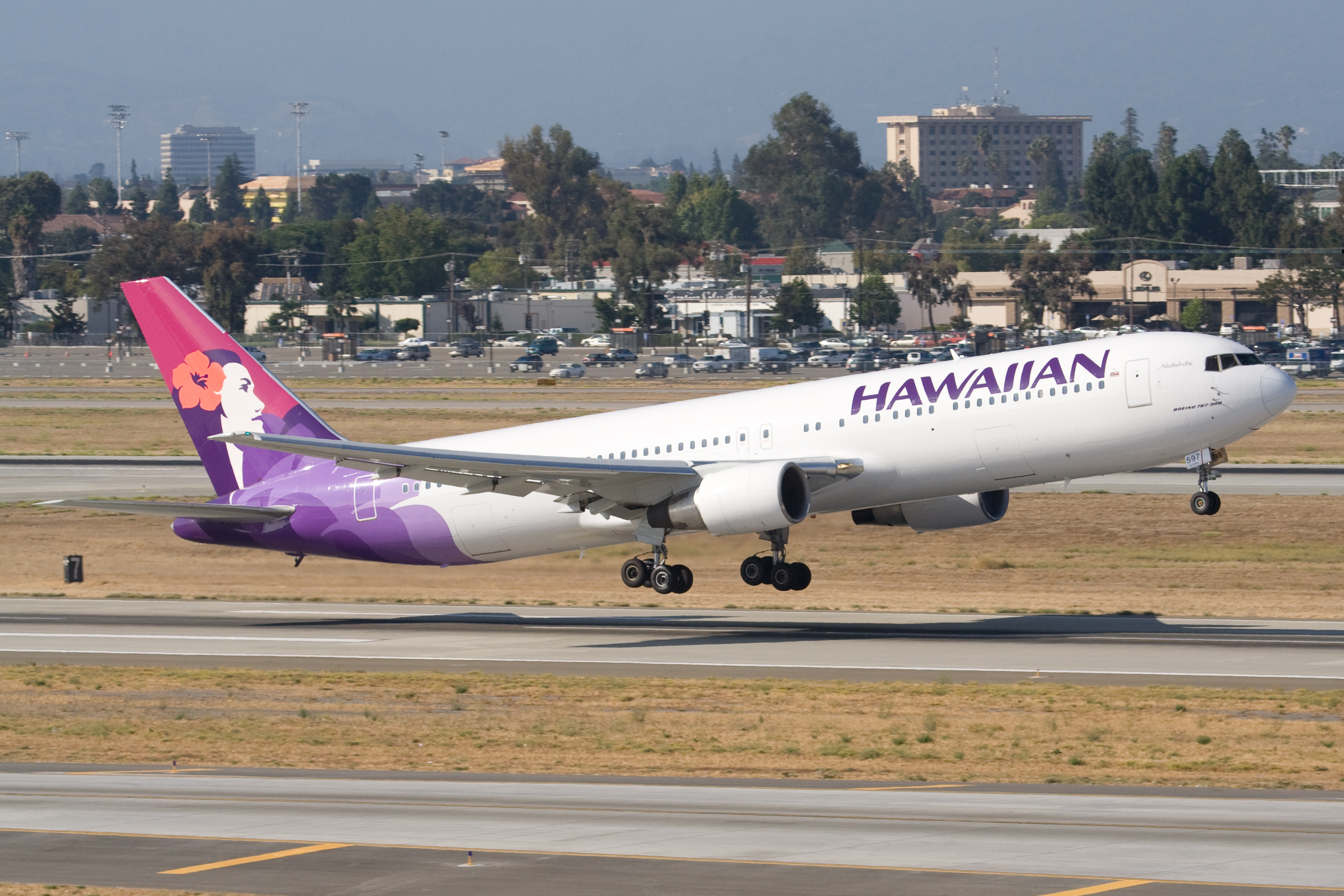
夏威夷航空一架類似的用於運送阿羅哈航空和ATA航空的乘客和機組人員的波音767–300，名稱為"Akohekohe"。

2008年4月30日，夏威夷航空的總裁和行政總裁在一個季度電話會議中，認為由於阿羅哈航空的客運業務和ATA航空倒閉，夏威夷航空應購入更多的飛機以滿足需求。公司沒有簽署協議，但是需要在跨島機隊上作出兩個方案: 在現有的租賃公司中租賃額外的717客機或以短期租約租賃麥道MD-80客機。如果他們選擇MD-80方案，那將是夏威夷航空在歷史上第二次使用此機型。夏威夷航空之前曾經在1980年代引入過少量的MD-80客機。同時也有一份購入額外的波音767-300ER加入其機隊的意見書。
2008年6月4日，航空公司宣布他們同意向波音資本(Boeing Capital)租賃額外四架717客機，並將會在九月至2008年底交付。

## HawaiianMiles

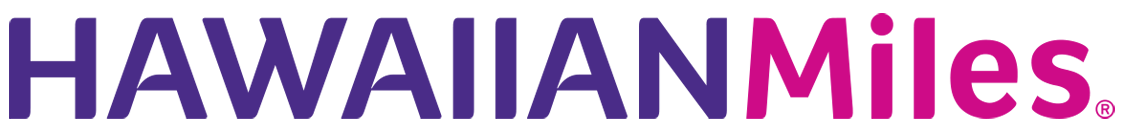

HawaiianMiles為夏威夷航空的飛行常客獎勵計劃。積累的里數允許會員換購機票，升級座位類別或免費或優惠獲得汽車租賃、酒店住宿、商品、或其他通過合作夥伴的產品和服務。其中最活躍的成員，會根據成員旅行預訂的數量和價格，分為Pualani黃金級和Pualani白金級，權力包括單獨辦理登機手續、優先升級和待機處理、或免費升級座位。
夏威夷航空也有也有與其他幾個航空公司進行飛行常客獎勵夥伴計劃，讓HawaiianMiles的會員在飛行夥伴航空公司的航班上獲得里數和/或合作夥伴的航空公司的飛行常客獎勵夥伴計劃的會員可以在夏威夷航空的航班上獲得里數。一些夥伴計劃的獎勵只限於一部分的航班，例如島嶼之間的航班。
然而，HawaiianMiles將於阿拉斯加航空的飛行常客計劃Mileage Plan整合，旅客最後可於2025年6月30日乘搭以下航空公司航班以累積里程，航班出發時間需為2026年2月28日之前，在此日期以後的航班亦不能再使用原有HawaiianMiles之計算方式積累里數及換購機票。
| 航空公司     | 計劃             | 在夏威夷航空的航班上 獲得計劃成員的里數 | 在計劃成員的航班上 獲得HawaiianMiles的里數 | 備註   |
| ------------ | ---------------- | --------------------------------------- | ------------------------------------------ | ------ |
| 中華航空     | 華夏哩程酬賓計畫 | 是                                      | N/A                                        |        |
| 日本航空     | JAL Mileage Bank | 是                                      | N/A                                        |        |
| 捷藍航空     | TrueBlue         | 是                                      | 是                                         | [ 51 ] |
| 大韓航空     | SKYPASS          | 特定航線                                | 是                                         |        |
| 維珍航空     | Flying Club      | 是                                      | 是                                         |        |
| 維珍澳洲航空 | Velocity Rewards | 是                                      | 是                                         |        |